# Baia di Nagaev
La baia di Nagaev (in russo Бухта Нагаева, buchta Nagaeva o Нагаевская бухта, Nagaevskaja buchta?) è una piccola insenatura situata sulla costa settentrionale del mare di Ochotsk, in Russia. Si trova all'interno della baia del Tauj e appartiene all'oblast' di Magadan (circondario federale dell'Estremo Oriente).

## Geografia
La baia è una stretta insenatura tra la terraferma e la penisola di Starickij (полуостров Старицкого), lunga 16 km, aperta a ovest, e considerata il miglio approdo nel mare di Ochotsk. La città di Magadan, capoluogo dell'omonima oblast', si trova in fondo alla baia, ad est. All'uscita dalla baia, ad ovest, si trova l'isola Nedorazumenija.

## Storia
L'idrografo russo Boris Davydov, che aveva partecipato nel 1911 alla spedizione guidata da M. E. Ždanko, aveva definito la baia di Nagaev "il miglior ancoraggio di tutto il mare di Ochotsk". Le navi russe e straniere spesso si rifugiavano qui dalle tempeste e per rifornirsi di acqua potabile. 
Si chiamava fino al 1912 baia Volok (бухта Волок) poi è stata ribattezzata in onore dell'ammiraglio e idrografo Aleksej Ivanovič Nagaev (Алексей Иванович Нагаев, 1704-1781).
Nel 1937 la baia era amministrata dal Sevvostlag (un sistema di gulag sovietici). Durante la repressione staliniana era utilizzata come punto di transito per i prigionieri arrivati via mare che venivano inviati ai campi di Magadan e lungo la Kolyma.
La baia di Nagaev è menzionata nell'opera di Varlam Tichonovič Šalamov I racconti di Kolyma e nella canzone Sono andato a Magadan (Я уехал в Магадан) di Vladimir Semënovič Vysockij, detto Volodja.